# Bomporto
Bomporto là một đô thị ở tỉnh Modena thuộc vùng Emilia-Romagna, có vị trí cách khoảng 35 km về phía tây bắc của Bologna và khoảng 12 km về phía đông bắc của Modena. Tại thời điểm ngày 31 tháng 12 năm 2004, đô thị này có dân số 8.274 người và diện tích 39,1 km².
Đô thị Bomporto có các frazioni (đơn đơn vị cấp dưới, chủ yếu là các làng) Gorghetto, San Michele, Solara, Sorbara, và Villavara.
Bomporto giáp các đô thị: Bastiglia, Camposanto, Medolla, Modena, Nonantola, Ravarino, San Prospero, Soliera.